# 1974년 캘리포니아 주지사 선거
1974년 캘리포니아 주지사 선거는 캘리포니아 주의 주지사를 선출하기 위해 1974년 11월 5일에 실시되었다. 이 선거에서 현직 주지사였던 로널드 레이건은 3선 제한으로 인해 출마하지 못하였다. 이 선거에서는 주 장관이자 전 주지사 팻 브라운의 아들인 제리 브라운과 주 회계부장관을 맡던 휴스턴 L. 플러노이가 맞붙었다. 선거 결과 접전 끝에 제리 브라운이 캘리포니아 주지사로 선출되었다.